# Lissochlora punctiseriata
Lissochlora punctiseriata là một loài bướm đêm trong họ Geometridae.